# Rikatlia lungusaensis
Rikatlia lungusaensis — вид грибів, що належить до монотипового роду  Rikatlia.